# Sericoides chilena
Sericoides chilena är en skalbaggsart som beskrevs av Germain 1863. Sericoides chilena ingår i släktet Sericoides och familjen Melolonthidae. Inga underarter finns listade i Catalogue of Life.